# Euskadi Basque Country-Murias
Euskadi Basque Country-Murias (código UCI: EUS), é um equipa ciclista profissional espanhola de categoria Profissional Continental, iniciou-se desde a temporada de 2015.
Na temporada de 2018 a equipa sobe de categoria UCI e passa a Continental Profissional (2° divisão) podendo participar mediante convite na Volta a Espanha.

## Sede
A equipa tem sua sede em Etxabarri Ibiña.

## História
Em maio de 2017 mediante um acto no hotel Abando, os representantes do Murias taldea, deram a conhecer que a partir de 2018 a equipa passará a fazer parte da categoria Profissional Continental..Notícia que se fez oficial em dezembro de 2017 quando a UCI deu a conhecer a lista de membros em categoria continental para 2018
Este facto possibilitou que a equipa fosse convidada, face à temporada de 2018, às seguintes carreiras UCI World Tour: a Volta ao País Basco, a Clássica de San Sebastían e a Volta a Espanha.

## Corredor melhor classificado nas Grandes Voltas
| Ano  | Giro d'Italia | Tour de France | Volta a Espanha     |
| ---- | ------------- | -------------- | ------------------- |
| 2015 | -             | -              | -                   |
| 2016 | -             | -              | -                   |
| 2017 | -             | -              | -                   |
| 2018 | -             | -              | 17.º Mikel Bizkarra |

## Material ciclista
A equipa usou em 2015, o seu primeiro ano, bicicletas BH com componentes Shimano e bielas Rotor e roupa Bioracer. Em 2016 usa bicicletas Orbea e roupa Kalas Sportswear.Em 2017 contínua usando bicicletas Orbea e roupa Kalas Sportswear.

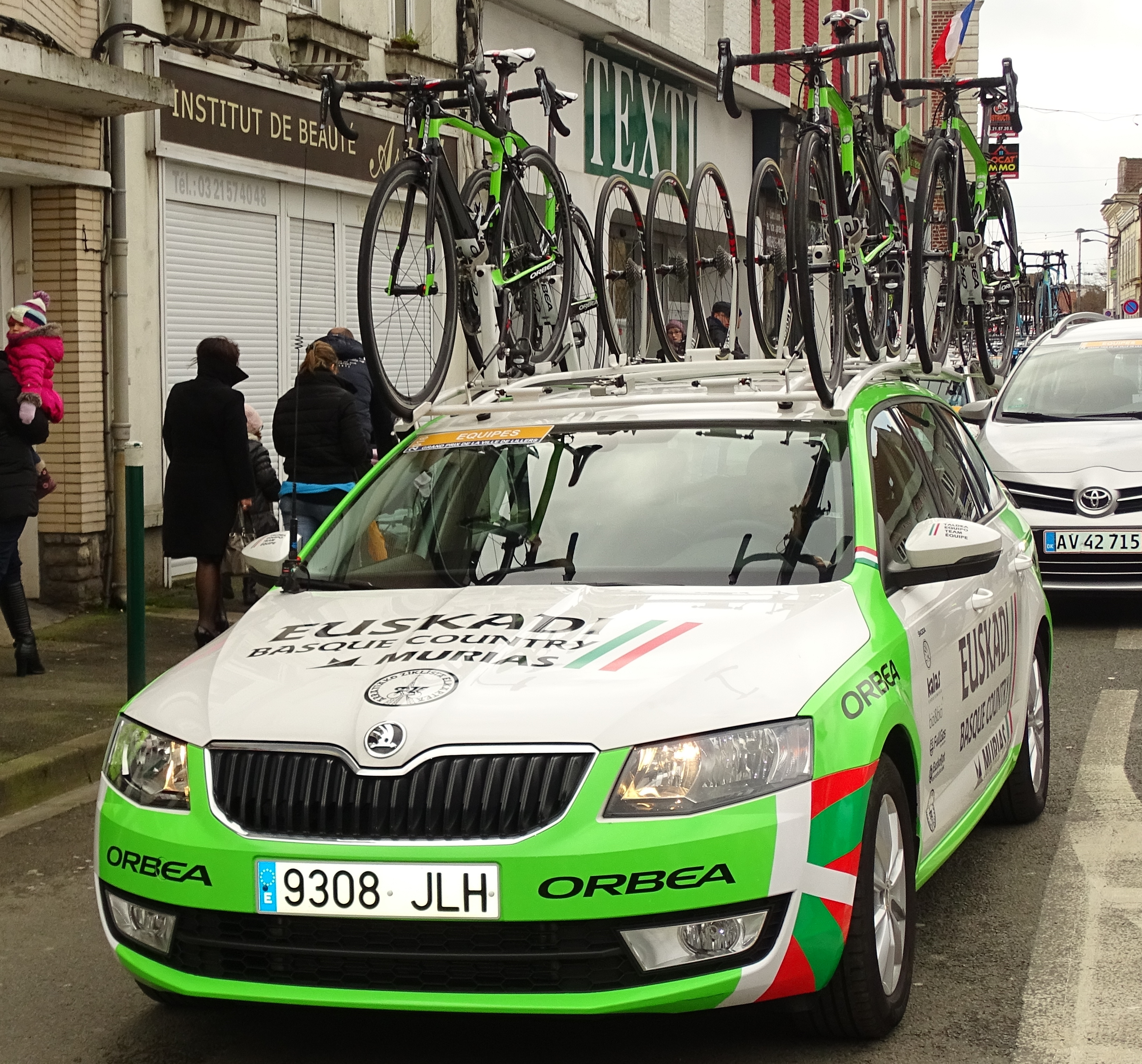
Veículo da equipa.

| Ano  | Bicicletas | Equipamentos | Capacetes | Carros     |
| ---- | ---------- | ------------ | --------- | ---------- |
| 2015 | BH         | Bioracer     | Garneau   | Škoda Auto |
| 2016 | Orbea      | Kalas        | Spiuk     | Škoda Auto |
| 2017 | Orbea      | Kalas        | Spiuk     | Škoda Auto |
| 2018 | Orbea      | Kalas        | Spiuk     | Škoda Auto |
| 2019 | Orbea      | Kalas        | Spiuk     | Škoda Auto |

## Classificações UCI
A partir de 2005 a UCI instaurou os Circuitos Continentais UCI, onde a equipa está desde que se criou em 2015, registado dentro do UCI Europe Tour. As classificações da equipa e de sua ciclista mais destacado são as seguintes:
| Temporada          | Classificação por equipas | Melhor corredor na classificação individual | Posição |
| 2015 (Europe Tour) | 84º                       | Íon Ander Insausti                          | 268º    |
| 2016 (Europe Tour) | 40º                       | Garikoitz Bravo                             | 137º    |
| 2017 (Europe Tour) | 54º                       | Garikoitz Bravo                             | 230º    |
| 2018 (Ásia Tour)   | 82º                       | Jon Aberasturi                              | 230º    |
| 2018 (Europe Tour) | 13º                       | Eduard Prades                               | 15º     |

## Palmarés
Para anos anteriores, veja-se Palmarés do Euskadi Basque Country–Murias Taldea

### Palmarés 2019

#### UCI WorldTour
| Datas | Carreiras | Ganhador |

#### Circuitos Continentais UCI
| Datas | Circuito | Carreiras | Ganhador |

## Elenco
Para anos anteriores, veja-se Elencos do Euskadi Basque Country–Murias Taldea

### Elenco de 2019
| Nome                     | Nascimento | Nacionalidade | Equipa de 2018                  |
| Mikel Aristi             | 28/05/1993 | Espanha       | Euskadi Basque Country-Murias   |
| Aritz Bagües             | 19/08/1989 | Espanha       | Euskadi Basque Country-Murias   |
| Fernando Barceló         | 06/01/1996 | Espanha       | Euskadi Basque Country-Murias   |
| Ander Barrenetxea        | 29/03/1992 | Espanha       | Euskadi Basque Country-Murias   |
| Cyril Barthe             | 14/02/1996 | França        | Euskadi Basque Country-Murias   |
| Urko Berrade             | 28/11/1997 | Espanha       | Neo (Lizarte)                   |
| Mikel Bizkarra           | 21/08/1989 | Espanha       | Euskadi Basque Country-Murias   |
| Garikoitz Bravo          | 31/07/1989 | Espanha       | Euskadi Basque Country-Murias   |
| Mario González           | 06/06/1992 | Espanha       | Sporting-Tavira                 |
| Beñat Intxausti          | 20/03/1986 | Espanha       | Team Sky                        |
| Julen Irizar             | 26/03/1995 | Espanha       | Euskadi Basque Country-Murias   |
| Mikel Iturria            | 16/03/1992 | Espanha       | Euskadi Basque Country-Murias   |
| Juan Antonio López-Cózar | 23/09/1996 | Espanha       | Team Euskadi                    |
| Óscar Rodríguez          | 06/05/1995 | Espanha       | Euskadi Basque Country-Murias   |
| Sergio Rodríguez         | 22/02/1992 | Espanha       | Euskadi Basque Country-Murias   |
| Héctor Sáez              | 06/11/1993 | Espanha       | Euskadi Basque Country-Murias   |
| Sergio Samitier          | 31/08/1995 | Espanha       | Euskadi Basque Country-Murias   |
| Enrique Sanz             | 11/09/1989 | Espanha       | Euskadi Basque Country-Murias   |
| Gotzon Udondo            | 01/12/1993 | Espanha       | Euskadi Basque Country-Murias   |
| José Daniel Velho        | 08/12/1997 | Espanha       | Caixa Rural-Seguros RGA amateur |